# Fregaty typu Centauro
Fregaty typu Centauro – typ czterech włoskich fregat ZOP, zbudowanych we włoskich stoczniach w latach 1952-1958, w służbie do 1984 roku.

## Historia
Budowa fregat typu Centauro dla Marina Militare została zaaprobowana przez włoski parlament w 1950 roku. Po trwających rok pracach projektowych, w połowie 1952 roku w dwóch włoskich stoczniach: Cantiere Navale di Taranto w Tarencie i Cantiere Ansaldo w Livorno rozpoczęto prefabrykację elementów dla pierwszej pary okrętów. Wobec trudności ekonomicznych, z jakimi borykała się Republika Włoska w latach 50. XX wieku, budowa następnych dwóch jednostek w stoczni w Tarencie została sfinansowana przez Stany Zjednoczone w ramach Mutual Defence Assistance Program.
Okręty typu Centauro były początkowo klasyfikowane jako awiza eskortowe (wł: avviso scorta), jednak jeszcze w 1957 roku, przed wejściem do służby, przeklasyfikowano je na fregaty ZOP i nadano numery burtowe rozpoczynające się od litery "D", w NATO przeznaczone dla niszczycieli. W 1960 roku po raz kolejny zmieniono klasyfikację jednostek, przydzielając im numery taktyczne rozpoczynające się od litery "F" zarezerwowanej dla fregat.
Większość okresu czynnej służby spędziły fregaty typu Centauro na Morzu Śródziemnym, operując w ramach zespołów okrętów Paktu Północnoatlantyckiego. W sierpniu 1960 roku wszystkie cztery jednostki uczestniczyły w 500. rocznicy śmierci Henryka Żeglarza, odwiedzając portugalskie porty w Lizbonie i Lagos oraz Kadyks w Hiszpanii.
Wszystkie okręty typu Centauro zostały wycofane z czynnej służby w latach 1980-1984, zastąpione w linii przez fregaty rakietowe typu Maestrale.

## Opis konstrukcji
Fregaty typu Centauro były gładkopokładowymi okrętami o wzniesionej dziobnicy. Stalowy, spawany kadłub był zaprojektowany do działań w warunkach skażenia radioaktywnego. Okręty posiadały siłownię turboparową, składającą się z dwóch zespołów turbin parowych, do których parę dostarczały dwa kotły Foster-Wheeler. Turbiny napędzały, za pośrednictwem przekładni redukcyjnych i wałów napędowych dwie czterołopatkowe śruby. Łączna moc siłowni wynosiła 22 000 KM i pozwalała fregatom osiągać prędkość 26 w. Zabierany zapas paliwa płynnego wynosił 400 ton, co wystarczało do przepłynięcia 3020 mil morskich z prędkością ekonomiczną 12 w.
Pierwotne uzbrojenie artyleryjskie okrętów stanowiły dwie podwójne armaty uniwersalne OTO kal. 76 mm, umieszczone na dziobie i rufie oraz dwa podwójne stanowiska armat przeciwlotniczych Breda-Bofors kal. 40 mm na skrzydłach nadbudówki rufowej. Dla zwalczania okrętów podwodnych fregaty dysponowały dwoma nieruchomymi wyrzutniami torped ZOP kal. 533 mm, trzylufowym miotaczem pocisków ZOP Menon (produkowana we Włoszech modernizacja brytyjskiego miotacza Limbo) na dziobie i czterema pojedynczymi miotaczami tego typu oraz zrzutnią bomb głębinowych.
W latach 1966–1973 wszystkie cztery okręty typu Centauro zostały poddane modernizacji, przeprowadzonej w arsenale w La Spezia. Polegała ona na usunięciu całej artylerii okrętowej i zastąpieniu jej przez trzy armaty uniwersalne OTO Melara kal. 76 mm, zastąpieniu pojedynczych miotaczy Menon, zrzutni bomb głebinowych i dwóch wyrzutni torped ZOP przez dwa nowoczesne trzyrurowe zespoły wyrzutni torped ZOP kal. 324 mm oraz instalacji nowego wyposażenia elektronicznego.

## Okręty
- „Centauro”(inne języki) (numer taktyczny D 571, później F 554) – położenie stępki 31 maja 1952, wodowanie 4 kwietnia 1954, w służbie od 5 maja 1957. Modernizowany w latach 1970-1971. Wycofany w 1984 roku.
- „Canopo”(inne języki) (D 570, F 551) – położenie stępki 15 maja 1952, wodowanie 20 lutego 1955, wejście do służby 1 kwietnia 1958. Modernizowany w latach 1968-1969, wycofany w 1981 roku.
- „Cigno”(inne języki) (D 572, F 555) – położenie stępki 10 lutego 1954, wodowanie 14 marca 1955, przyjęcie do służby 7 marca 1957. Modernizacja w latach 1972-1973. Wycofany w 1983 roku.
- „Castore”(inne języki) (D 573, F 553) – położenie stępki 14 marca 1955, wodowanie 8 lipca 1956, w służbie od 14 lipca 1957. 22 marca 1965 roku zderzył się podczas ćwiczeń z transportowcem "Etna", co spowodowało wyłączenie go ze służby na rok. Modernizowany w latach 1966-1967. Wycofany ze służby w 1980 roku[2].